# Hilperting
Hilperting ist ein Gemeindeteil der Gemeinde Großkarolinenfeld im oberbayerischen Landkreis Rosenheim. 
Der Weiler liegt nordwestlich des Kernortes Großkarolinenfeld. Unweit östlich fließt der Riedebach und etwas weiter entfernt östlich verläuft die St 2080.

## Sehenswürdigkeiten
In der Liste der Baudenkmäler in Großkarolinenfeld ist für Hilperting ein Baudenkmal aufgeführt:
- Die katholische Filialkirche St. Leonhard ist ein Saalbau mit eingezogenem Chor und nördlichem Sattelturm, der aus der Zeit um 1500 stammt. Das Langhaus der Kirche ist romanisch und ihr Chor ist gotisch.

## Bodendenkmäler
Siehe: Liste der Bodendenkmäler in Großkarolinenfeld